# Under Royal Patronage
Under Royal Patronage è un cortometraggio muto del 1914 diretto da E.H. Calvert.

## Trama
Al fine di evitare un matrimonio combinato, un principe e una principessa si fanno sostituire da due amici americani che si spacciano per loro.

## Produzione
Il film fu prodotto dalla Essanay Film Manufacturing Company.

## Distribuzione
Distribuito dalla General Film Company, il film - un cortometraggio di due bobine - uscì nelle sale cinematografiche statunitensi il 4 settembre 1914. Ne venne fatta una riedizione che fu distribuita il 4 aprile 1916.
Copia della pellicola viene conservata negli archivi dell'UCLA.